# Martín Enríquez
Martín Enríquez (Buenos Aires, 6 febbraio 1978) è un ex giocatore di calcio a 5 argentino, campione sudamericano con la nazionale argentina nel 2003.

## Carriera
All'età di due anni si trasferisce con la famiglia a San Paolo in Brasile dove svolgerà per intero la sua carriera sportiva. Enríquez ha fatto parte della Nazionale maschile di calcio a 5 dell'Argentina dal 2001 al 2004, vincendo la Copa América 2003 e disputando il Mondiale 2004 nel quale è stato utilizzato in due partite. Laureato in fisioterapia, al termine della carriera è divenuto preparatore atletico.